# Huélago (kommunhuvudort)
Huélago är en kommunhuvudort i Spanien.   Den ligger i provinsen Provincia de Granada och regionen Andalusien, i den södra delen av landet, 300 km söder om huvudstaden Madrid. Huélago ligger 920 meter över havet och antalet invånare är 459.
Terrängen runt Huélago är kuperad åt sydost, men åt nordväst är den platt. Runt Huélago är det ganska tätbefolkat, med 65 invånare per kvadratkilometer. Närmaste större samhälle är Guadix, 17,2 km sydost om Huélago. Trakten runt Huélago består till största delen av jordbruksmark.